# Glomerulonefritis
Glomerulonefritis er en nyresygdom der sædvanligvis rammer begge nyrer og er karakteriseret ved betændelse af de små blodkar i nyrerne (glomeruli). Glomerulonefritis kan vise sig som blod i urinen (hæmaturi), protein i urinen (proteinuri), nefrotisk syndrom, eller som akut eller kronisk nyresvigt.
| Sygdom | Spire Denne artikel om sygdom er en spire som bør udbygges. Du er velkommen til at hjælpe Wikipedia ved at udvide den. |